# Ischnotoma nudicornis
Ischnotoma nudicornis är en tvåvingeart som först beskrevs av Pierre Justin Marie Macquart 1838.
Ischnotoma nudicornis ingår i släktet Ischnotoma och familjen storharkrankar. Inga underarter finns listade i Catalogue of Life.